# Yuzhno-Sakhalinsk
Yuzhno-Sakhalinsk (tiếng Nga: Южно-Сахалинск) là một thành phố trên đảo Sakhalin, Nga, trung tâm hành chính của tỉnh Sakhalin (bao gồm cả hòn đảo và quần đảo Kuril). Thành phố trước đây được gọi là Vladimirovka từ 1882-1905, sau đó là Toyohara (豊原 (Phong Nguyên)) (thuộc chủ quyền của Nhật Bản) từ 1905-1946. Dân số: 175.085 (điều tra dân số 2002); 187.000 (ước tính 2000).

## Khí hậu
Yuzhno-Sakhalinsk có khí hậu lục địa ẩm (phân loại khí hậu Köppen Dfb) với mùa hè ôn hòa và mùa đông lạnh giá.
| Dữ liệu khí hậu của Yuzhno-Sakhalinsk   | Dữ liệu khí hậu của Yuzhno-Sakhalinsk | Dữ liệu khí hậu của Yuzhno-Sakhalinsk | Dữ liệu khí hậu của Yuzhno-Sakhalinsk | Dữ liệu khí hậu của Yuzhno-Sakhalinsk | Dữ liệu khí hậu của Yuzhno-Sakhalinsk | Dữ liệu khí hậu của Yuzhno-Sakhalinsk | Dữ liệu khí hậu của Yuzhno-Sakhalinsk | Dữ liệu khí hậu của Yuzhno-Sakhalinsk | Dữ liệu khí hậu của Yuzhno-Sakhalinsk | Dữ liệu khí hậu của Yuzhno-Sakhalinsk | Dữ liệu khí hậu của Yuzhno-Sakhalinsk | Dữ liệu khí hậu của Yuzhno-Sakhalinsk | Dữ liệu khí hậu của Yuzhno-Sakhalinsk |
| Tháng                                   | 1                                     | 2                                     | 3                                     | 4                                     | 5                                     | 6                                     | 7                                     | 8                                     | 9                                     | 10                                    | 11                                    | 12                                    | Năm                                   |
| --------------------------------------- | ------------------------------------- | ------------------------------------- | ------------------------------------- | ------------------------------------- | ------------------------------------- | ------------------------------------- | ------------------------------------- | ------------------------------------- | ------------------------------------- | ------------------------------------- | ------------------------------------- | ------------------------------------- | ------------------------------------- |
| Cao kỉ lục °C (°F)                      | 4.3 (39.7)                            | 7.1 (44.8)                            | 13.0 (55.4)                           | 22.9 (73.2)                           | 29.6 (85.3)                           | 30.8 (87.4)                           | 34.4 (93.9)                           | 34.7 (94.5)                           | 29.0 (84.2)                           | 23.5 (74.3)                           | 18.1 (64.6)                           | 8.4 (47.1)                            | 34.7 (94.5)                           |
| Trung bình ngày tối đa °C (°F)          | −6.0 (21.2)                           | −4.8 (23.4)                           | 0.2 (32.4)                            | 6.9 (44.4)                            | 13.8 (56.8)                           | 17.7 (63.9)                           | 21.0 (69.8)                           | 22.3 (72.1)                           | 19.4 (66.9)                           | 12.5 (54.5)                           | 3.5 (38.3)                            | −3.5 (25.7)                           | 8.6 (47.5)                            |
| Trung bình ngày °C (°F)                 | −11.5 (11.3)                          | −11.2 (11.8)                          | −5.2 (22.6)                           | 1.7 (35.1)                            | 7.5 (45.5)                            | 11.9 (53.4)                           | 15.9 (60.6)                           | 17.3 (63.1)                           | 13.5 (56.3)                           | 6.7 (44.1)                            | −1.2 (29.8)                           | −8.5 (16.7)                           | 3.1 (37.6)                            |
| Tối thiểu trung bình ngày °C (°F)       | −16.6 (2.1)                           | −17.2 (1.0)                           | −10.4 (13.3)                          | −2.6 (27.3)                           | 2.7 (36.9)                            | 7.7 (45.9)                            | 12.3 (54.1)                           | 13.5 (56.3)                           | 8.7 (47.7)                            | 1.8 (35.2)                            | −5.2 (22.6)                           | −13.2 (8.2)                           | −1.5 (29.3)                           |
| Thấp kỉ lục °C (°F)                     | −36.2 (−33.2)                         | −34.8 (−30.6)                         | −30.5 (−22.9)                         | −19.5 (−3.1)                          | −6.2 (20.8)                           | −2.1 (28.2)                           | 1.3 (34.3)                            | 3.6 (38.5)                            | −4.2 (24.4)                           | −11.8 (10.8)                          | −25.7 (−14.3)                         | −33.5 (−28.3)                         | −36.2 (−33.2)                         |
| Lượng Giáng thủy trung bình mm (inches) | 56 (2.2)                              | 38 (1.5)                              | 52 (2.0)                              | 57 (2.2)                              | 66 (2.6)                              | 64 (2.5)                              | 92 (3.6)                              | 107 (4.2)                             | 102 (4.0)                             | 102 (4.0)                             | 75 (3.0)                              | 71 (2.8)                              | 882 (34.7)                            |
| Số ngày mưa trung bình                  | 0.3                                   | 0.4                                   | 2                                     | 10                                    | 17                                    | 17                                    | 20                                    | 19                                    | 19                                    | 19                                    | 9                                     | 2                                     | 135                                   |
| Số ngày tuyết rơi trung bình            | 25                                    | 24                                    | 24                                    | 13                                    | 3                                     | 0.1                                   | 0                                     | 0                                     | 0                                     | 4                                     | 20                                    | 27                                    | 140                                   |
| Độ ẩm tương đối trung bình (%)          | 83                                    | 81                                    | 78                                    | 76                                    | 77                                    | 83                                    | 86                                    | 87                                    | 83                                    | 80                                    | 81                                    | 83                                    | 82                                    |
| Điểm sương trung bình °C (°F)           | −15 (5)                               | −14 (7)                               | −9 (16)                               | −2 (28)                               | 3 (37)                                | 9 (48)                                | 13 (55)                               | 15 (59)                               | 10 (50)                               | 3 (37)                                | −4 (25)                               | −11 (12)                              | 0 (32)                                |
| Số giờ nắng trung bình tháng            | 129                                   | 153                                   | 181                                   | 191                                   | 197                                   | 198                                   | 165                                   | 149                                   | 187                                   | 160                                   | 116                                   | 102                                   | 1.928                                 |
| Nguồn 1: Pogoda.ru.net                  |                                       |                                       |                                       |                                       |                                       |                                       |                                       |                                       |                                       |                                       |                                       |                                       |                                       |
| Nguồn 2: NOAA Time and Date             |                                       |                                       |                                       |                                       |                                       |                                       |                                       |                                       |                                       |                                       |                                       |                                       |                                       |

## Thành phố kết nghĩa
- Asahikawa, Nhật Bản
- Hakodate, Nhật Bản
- Wakkanai, Nhật Bản
- Diên Cát, Trung Quốc
- Ansan, Hàn Quốc[7]